# 沼尾みゆき
沼尾 みゆき（ぬまお みゆき、1974年1月23日 - ）は日本の女優である。元劇団四季所属。東京藝術大学音楽学部声楽科卒業。栃木県宇都宮市出身。とちぎ未来大使。宇都宮短期大学客員教授、洗足学園音楽大学非常勤講師。

## 略歴
- 国立音楽大学（声楽科）出身で高校の音楽教師をしていた父と、宇都宮短期大学（ピアノ科）出身でピアノ講師をしていた母のもと、音楽に包まれた環境の中で育つ[4][5]。

- 宇都宮短期大学附属高等学校音楽科声楽専攻を卒業後、1浪を経て東京芸術大学音楽学部声楽科に入学[1][5]。大学卒業後は二期会オペラスタジオでオペラを学ぶ。

- 1998年に「四季劇場開場記念オーディション」に合格し、劇団四季に入団 [6]。『人間になりたがった猫』でアンサンブルとして初舞台をふみ、『オペラ座の怪人』でクリスティーヌ役に抜擢。その後『美女と野獣』ベル役など数々の主役をつとめている。『ミュージカル李香蘭』タイトルロール抜擢は野村玲子以来であった。

- 透き通ったソプラノはクリスタルボイスとも呼ばれる。

- ブロードウェイミュージカル『ウィキッド』日本初演時には、ヒロインの一人グリンダ役で初のオリジナルキャストに選ばれた。また、NHK教育『あしたをつかめ 平成若者仕事図鑑』でグリンダ役のオーディションから初日の舞台までのドキュメンタリーが2007年7月に放送された。

- 同じく『ウィキッド』エルファバ役のオリジナルキャストでもある濱田めぐみを先輩としてとても慕っており、仲がいい。

- 2010年9月7日に『サウンド・オブ・ミュージック』ヒロイン、マリア役デビュー。

- 同年12月17日に放送された、日本テレビ系列「金曜ロードショー」のオール劇団四季キャスト吹き替えの映画『オペラ座の怪人』で、クリスティーヌ（エミー・ロッサム）の声の吹き替えを担当した[7]。

- 2011年、劇団四季を退団して[2]、舞台を中心に活動。2016年11月6日に自身のブログで、数年前に結婚をしていたことと妊娠を報告。翌年4月に女児を出産し、9月から活動を再開した。

- 2020年5月8日、第2子妊娠を発表[8]。8月に女児を出産し、12月から活動を再開した。

## 主な出演

### 舞台

#### 劇団四季所属時代
- 『人間になりたがった猫』（アンサンブル）
- 『ふたりのロッテ』（アンサンブル）
- 『王様の秘密』（陽だまりの精）
- 『オンディーヌ』（アンサンブル）
- 『オペラ座の怪人』（クリスティーヌ・ダーエ）
- 『美女と野獣』（ベル）
- 『ミュージカル李香蘭』（李香蘭）
- 『ウィキッド』（グリンダ）
- 『ドリーミング』（光・隣の娘）
- 『サウンド・オブ・ミュージック』（マリア）

#### 劇団四季退団後
- 『ひめゆり』（2014年・2018年・2024年、シアター1010）-上原婦長役[9]
- 『Sleeping Beauties-夢をあやつるマブの女王-』（2015年、三越劇場、兵庫県立芸術文化センター）-マム役
- ミュージカル『三銃士』（2016年、日生劇場） - アンヌ王妃役
- 『I Love You, You're Perfect, Now Change』（2017年、日暮里d-倉庫）
- 『タイムトラベラー』（2018年、IMAホール）‐ ヒロイン・リンジー役
- 『アワード』（2018年、シアター1010）-ナンシー・ヘイワード役他
- 『プロパガンダ・コクピット』（2019年、IMAホール）- 長官役
- ミュージカル『オズの魔法使い』（2019年、高津市民館）-南の魔女グリンダ役
- 『Trans 女たちのフロイト的考察』（2019年、キンケロ・シアター）- 主演・香西瞳役
- 『Last Shangri-La』（2020年、東京芸術劇場シアターウエスト） - 西條典子役
- 『BRAVE HEART～真実の扉を開け～』（2021年、IMAホール）- 主演・秋月美沙子役
- ミュージカル『ミルコとカギロイの森』（2022年、東京芸術劇場シアターウエスト）- カギロイの姫役
- ミュージカル『相依為命～あいよっていのちをなす～』（2023年、シアター・アルファ東京）- 主演・嵯峨浩役
- ミュージカル『ミルコとカギロイの森』（2024年、新国立劇場小劇場）- カギロイの姫役
- 『星の王子さま Le Petit Prince 〜きみとぼく〜』（2024年、BAROOM） - 王子役[10]
- ミュージカル『ダイニング・テーブル〜ブロンテ一家のいたところ〜』（2024年、タブラオ・フラメンコ・ガルロチ） - 主演・シャーロット役[11]
- ミュージカル『相依為命～あいよっていのちをなす～』（2024年、六行会ホール）- 主演・嵯峨浩役

### コンサート
- 『ミュージカル・ミーツ・シンフォニー2014』ゲスト出演（2014年、東京国際フォーラム ホールA）
- 『KING&QUEEN 鹿賀丈史×濱田めぐみミュージカルコンサート』ゲスト出演（2014年、TBS赤坂ACTシアター）
- 『濱田めぐみ20周年記念コンサート』ゲスト出演（2016年、EXシアター六本木）
- 『上原理生・沼尾みゆきジョイントライブ』（2016年、よみうり大手町ホール）
- 『ミュージカル・ミーツ・シンフォニー2016』（2016年、Bunkamuraオーチャードホール）
- 『ブロードウェイ・ミュージカルライブ 2nd Concept Version Vol.1 トニー賞VSアカデミー賞』（2016年、EXシアター六本木）
- 博多港発着 にっぽん丸で航く、秋の彩りと実り豊かな日本周遊クルーズ『亜細亜海道スペシャルコンサート』＊ソロコンサート（2016年、にっぽん丸）
- 『中嶋朋子が誘う音楽劇紀行 第四夜 ロマン派オペラⅡ～フランス＆ドイツ・オペラ バロック・オペラからミュージカルへ～音楽劇の歴史を追う』（2017年、Hakuju Hall）
- 『I Love Musical〜Precious Time Music〜』（2018年、ヤマハホール）
- 栃木県民の日記念イベント 文化振興基金助成事業団体コンサート『～欧州からの調べ～沼尾みゆき＆ピアノ五重奏による交流コンサート』（2018年、栃木県議会議事堂）
- 『ケリー・エリス　ファースト・ソロコンサート』ゲスト出演（2019年、よみうり大手町ホール）
- 『第27回とちぎんマロニエチャリティーコンサート　沼尾みゆきリサイタル』（2020年、宇都宮市文化会館大ホール）※公演中止
- Hakuju Hall 第154回リクライニング・コンサート『沼尾みゆき＆徳永洋明デュオ・リサイタル』（2020年、Hakuju Hall）※公演中止
- 『中原区役所コンサート』（2021年、無観客配信、エポックなかはら）
- 『Guild q's Showroom!』（2021年、TOKYO FM HALL）
- 『サテンドールミュージカルシリーズ』10月公演（2021年、六本木サテンドール）
- 『I Love Musical 2021』（2021年、第一生命ホール）
- 『MUSICAL SHOWBOX Ⅲ』（2022年、Grand Maison ORENO）
- 『Amazing Musical Concert』（2022年、よみうり大手町ホール）
- 『歌の大饗宴 Vol.2～音楽のアラカルト～』（2022年、所沢市民文化センターミューズ アークホール）
- 平日の贈り物♪ランチタイムコンサート VOL.48『沼尾みゆき＆新井啓泰デュオリサイタル～ミュージカルの世界＆クラシック・日本の名曲たち～』（2023年、栃木県総合文化センター メインホール）
- 第27回 とちぎんマロニエチャリティーコンサート『沼尾みゆき リサイタル』（2024年、栃木県総合文化センター メインホール）
- 東京佼成ウインドオーケストラ『ファンタスティック☆クリスマス2024』ゲスト出演（2024年、東京オペラシティ コンサートホール : タケミツ メモリアル ）
- 沼尾みゆき presents『Musical Banquet』（2025年、COTTON CLUB）
- 他多数

### テレビ
- NHK教育『あしたをつかめ 平成若者仕事図鑑』（2007年）
- 日本テレビ「金曜ロードショー」『オペラ座の怪人』＊クリスティーヌ役吹き替え（2010年）
- テレビ東京『THE カラオケ★バトル』【最強女子ボーカリストNo.1決定戦3】（2016年）
- テレビ東京『THE カラオケ★バトル』【歌の異種格闘技戦12】（2016年）
- テレビ東京『THE カラオケ★バトル』【2016年間チャンピオン決定戦4時間スペシャル】（2016年）
- TBS『ニンゲン観察バラエティ モニタリング』（2022年）